# Escuela Técnica Superior de Ingenieros Agrónomos y de Montes de Albacete
La Escuela Técnica Superior de Ingeniería Agronómica y de Montes y Biotecnología (ETSIAMB) es un centro docente de la Universidad de Castilla-La Mancha donde se imparten estudios superiores de ingeniería agrónoma, ingeniería de montes y biotecnología. Está situada en la Ciudad Universitaria de la ciudad española de Albacete.
Desde su integración en la UCLM ha graduado a más de 1500 alumnos y es uno de los centros con mayor índice de ingresos por proyectos de investigación.

## Historia
En 1976 comenzó la actividad en la Escuela Universitaria Politécnica de Albacete, que se creó oficialmente el 14 de abril de 1978, dependiendo de la Universidad de Murcia.  Su primera oferta académica de ámbito agrónomo comprendía las titulaciones de Ingeniero Técnico Agrícola e Ingeniero Técnico Forestal. El 2 de abril de 1985 el centro dejó de depender de la Universidad de Murcia y se adscribió a la Universidad de Castilla-La Mancha. En 1992 se creó la actual Escuela Técnica Superior de Ingenieros Agrónomos, separándose así de la Escuela Universitaria Politécnica. En el curso 2011-2012 se adaptó al Espacio Europeo de Educación Superior y se implantaron los nuevos grados. En 2015 fue renombrada como Escuela Técnica Superior de Ingenieros Agrónomos y de Montes al incorporar estudios de ingeniería de montes.

## Titulaciones

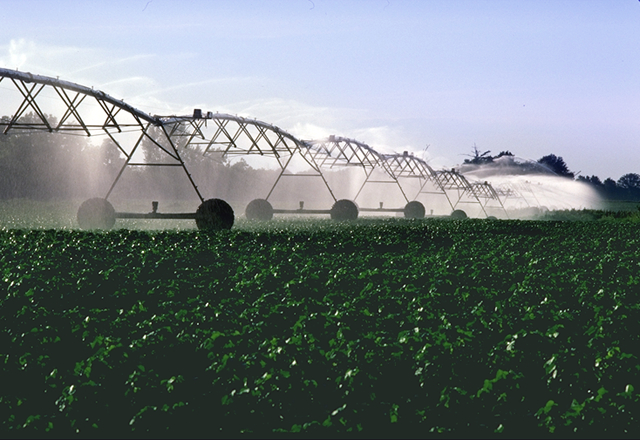
Riego en un cultivo de algodón, una de las muchas labores del ingeniero agrónomo

La Escuela Técnica Superior imparte las siguientes enseñanzas:
Grado
- Grado en Ingeniería Agrícola y Agroalimentaria
- Grado en Ingeniería Forestal y del Medio Natural
- Grado en Ingeniería Agroalimentaria
- Grado en Ingeniería Agrícola y del Medio Rural
- Grado en Biotecnología

Posgrado
- Máster en Ciencia e Ingenierías Agrarias
- Máster en Investigación Básica y Aplicada en Recursos Cinegéticos
- Máster en Ingeniería Agronómica
- Máster en Ingeniería de Montes
- Doctorado en Ciencias Agrarias y Ambientales

## Instalaciones
La Escuela Técnica Superior de Ingenieros Agrónomos está situada en la Ciudad Universitaria de Albacete, lindando con el Parque Científico y Tecnológico de Castilla-La Mancha, donde cuenta con aulas, seminarios y laboratorios.
Además, la ETSIAM cuenta a 3,2 kilómetros de la ciudad de Albacete, en la CM-3203, con otras instalaciones en donde se sitúan el edificio Francisco Jareño y Alarcón y un Campo de Prácticas con una extensión de 15 ha en las que se localizan varios espacios agrícolas, ganaderos y forestales, así como una granja y sendos centros de investigación.
Este centro alberga también los laboratorios del Instituto Técnico Agronómico Provincial de Albacete (ITAP), empresa pública dependiente de la Diputación Provincial encargada de la transferencia de tecnología y la divulgación de conocimientos al sector agroalimentario de la provincia y de Castilla-La Mancha.

## Departamentos docentes

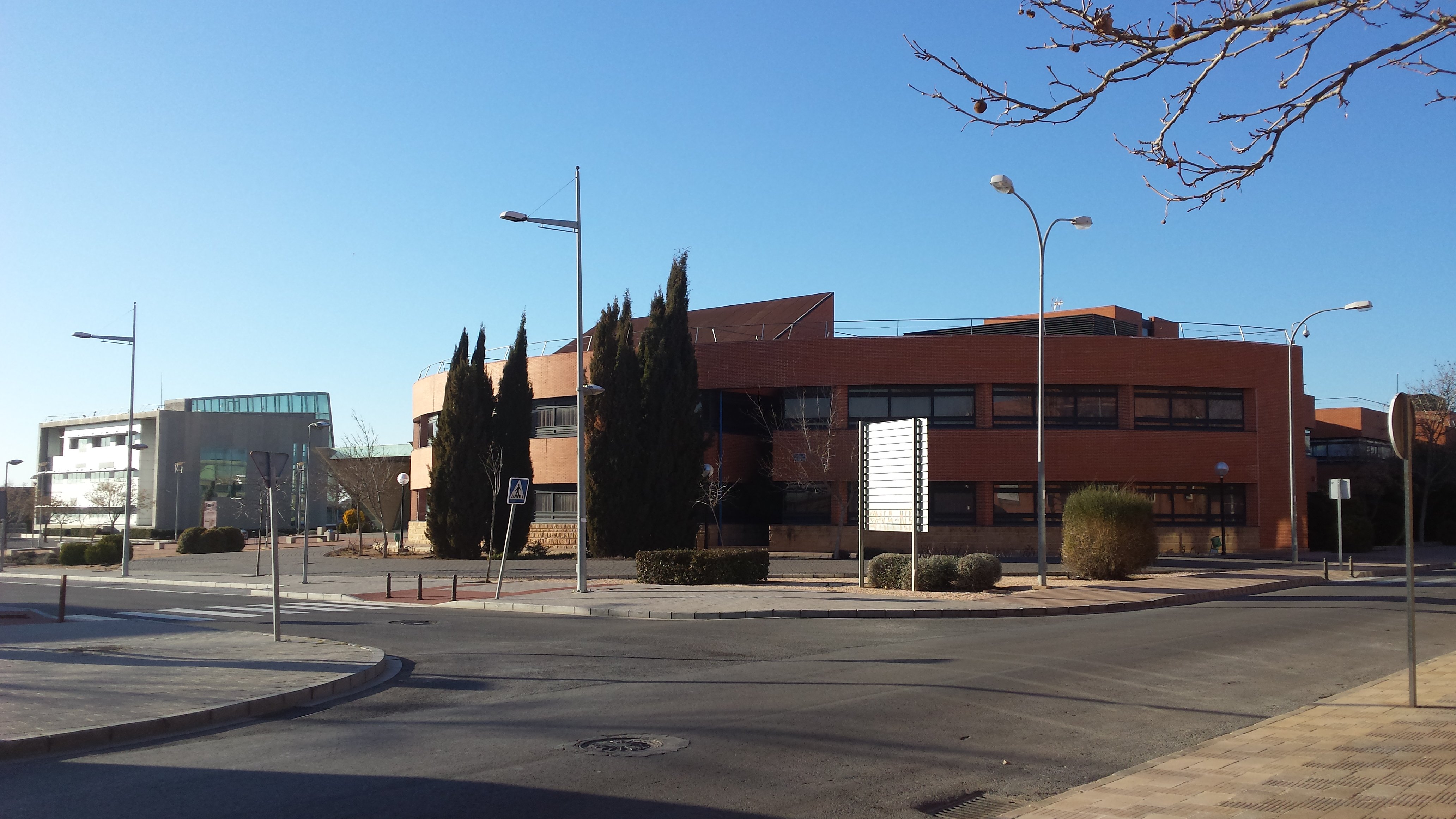
La escuela (a la derecha de la imagen) está situada junto al Parque Científico y Tecnológico de Castilla-La Mancha.

La ETSIAM es sede del Departamento de Ciencia y Tecnología Agroforestal y Genética y del Departamento de Producción Vegetal y Tecnología Agraria para toda la Universidad de Castilla-La Mancha.
No obstante, los siguientes departamentos tienen actividad en la Escuela Técnica Superior de Ingenieros Agrónomos de Albacete:
- Departamento de Ciencia y Tecnología Agroforestal y Genética
- Departamento de Física Aplicada
- Departamento de Filología Moderna
- Departamento de Ingeniería Eléctrica y Electrónica
- Departamento de Ingeniería Geológica y Minera
- Departamento de Sistemas Informáticos
- Departamento de Matemáticas
- Departamento de Mecánica Aplicada e Ingeniería de Proyectos
- Departamento de Producción Vegetal y Tecnología Agraria

## Investigación y movilidad

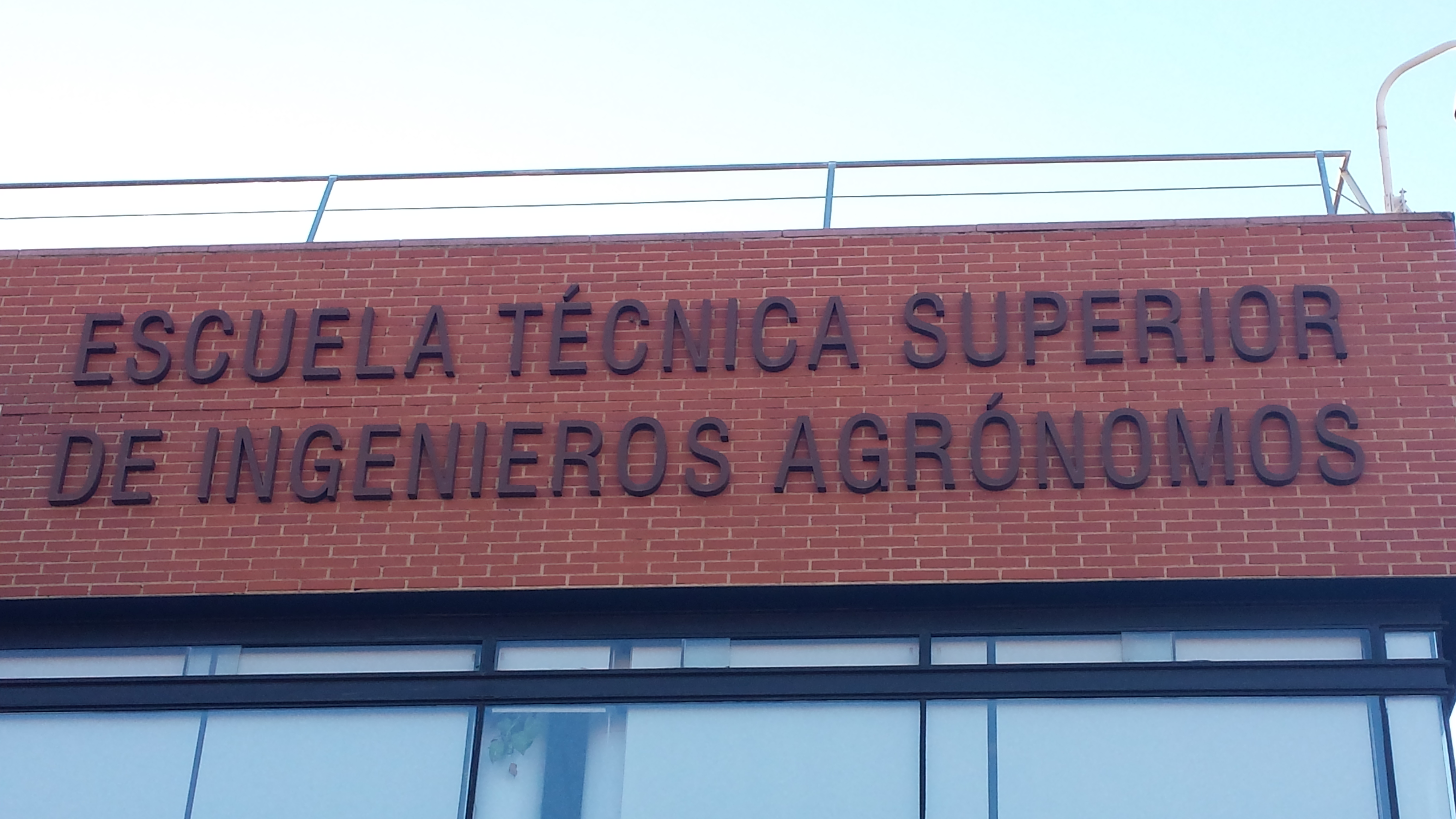
Logo en la fachada del edificio de la escuela

La actividad investigadora de la Escuela Técnica Superior de Ingenieros Agrónomos y de Montes (ETSIAM) se realiza a través de varios centros:
- Centro Regional de Estudios del Agua
- Instituto Botánico de Castilla-La Mancha
- Instituto de Desarrollo Regional
- Instituto de Investigación en Recursos Cinegéticos

Además, los estudiantes pueden realizar parte de la carrera en el extranjero a través del programa Erasmus  o en otras universidades españolas a través del programa SICUE, además de realizar prácticas en empresas.